# Velázquez (Merkurkrater)
| Velázquez                                                                                             | Velázquez       |
| --- | --------------- |
| Der Merkurkrater Velázquez am 12. April 2011, Kombination aus drei Aufnahmen der Raumsonde MESSENGER. |                 |
| Eigenschaften                                                                                         |                 |
| Breite                                                                                                | 37,59° N        |
| Länge                                                                                                 | 55,43° W        |
| Durchmesser                                                                                           | 128 km          |
| Tiefe                                                                                                 | unbekannt       |
| Eponym                                                                                                | Diego Velázquez |

Velázquez ist ein Einschlagkrater auf dem Planeten Merkur.
Er befindet sich im so genannten Victoria Quadrangle und hat einen mittleren Durchmesser von 128 Kilometern. Das Victoria Quadrangle ist durch eine hohe Kraterdichte und sehr altes Oberflächenmaterial gekennzeichnet. Der nächstliegende Krater mit Eigennamen ist der nur wenige Kilometer westlich gelegene 206 Kilometer durchmessende und kaum ausgeprägte, also wahrscheinlich ältere Krater Hugo.
Der Krater Velázquez ist nahezu kreisförmig. Die Rundung seiner nordwestlichen Seite ist abgeflacht. Ein kleiner Einschlagkrater befindet sich auf seinem nordwestlichen Kraterrand. Auf dem Kraterboden befinden sich so genannte Hollows (Gruben), die aufgrund ihres helleren Aussehens für relativ jung gehalten werden und bei denen ein Vorkommen von Magnesiumsulfid oder eine Kombination von Magnesiumsulfid und Calciumsulfid vermutet wird.
1979 wurde er nach dem spanischen Maler Diego Velázquez (ca. 1599; † 1660) benannt.